# Konna
Konna è un comune rurale del Mali facente parte del circondario di Mopti, nella regione omonima.
Il comune è composto da 28 nuclei abitati:
- Adou-Karim
- Bombori-Ouro
- Denga-Saré
- Diamweli
- Diantakaye
- Kaona
- Kinani
- Koko
- Konna
- Kontza Bozo
- Konza Peulh
- Kotaga
- Kouby
- M'Bouna

- Neima-Ouro
- Ninga
- Nouh-Coura
- Ouméré
- Sama
- Saré Mama
- Sendégué-Wadiobé
- Sensé
- Sensé Ladji
- Sonkara
- Tacoutala
- Timé
- Tomi
- Yimbéré